# Лаура Смулдерс
Лаура Смулдерс  (нід. Laura Smulders, 9 грудня 1993, Неймеген) — нідерландська гонщиця BMX. Тричі брала участь у літніх Олімпійських іграх: у 2012, 2016 та 2020 роках. У 2012 році виграла бронзову медаль. Чотири рази була чемпіонкою Європи та двічі чемпіонкою світу.

## Біографія
Вона активно займається велоспортом з 2001 року й у 2005 році вперше стала чемпіонкою Нідерландів у своїй віковій категорії. Повторила цей успіх у 2007 та 2008 роках. У 2008, 2009 і 2010 роках вона стала чемпіонкою Європи у своїй віковій категорії, а у 2011 році посіла друге місце. У 2009 році посіла друге місце на чемпіонаті світу в категорії дівчат до 16 років. У 2012 році стала чемпіонкою Нідерландів у гонці на час в категорії Elite Women і другою в регулярних змаганнях серед еліти.
З 1 листопада 2011 року Смулдерс увійшла до національного спортивного відбору. На Олімпійських іграх у Лондоні було лише одне стартове місце в гонці BMX для жінок. Тренер національної збірної з BMX Бас де Бевер віддав перевагу Смулдерс, замість не менш кваліфікованої Ліке Клаус. У п'ятницю, 10 серпня 2012 року, Смулдерс виграла бронзову медаль на олімпійських змаганнях з BMX, поступившись колумбійці Маріані Пахон (золото) і новозеландці Сарі Вокер (срібло). 18 грудня 2012 року вона отримала нагороду як найперспективніший талант на спортивному гала-вечорі NOC*NSF 2012.
13 липня 2014 року Смулдерс стала чемпіонкою Європи в Роскілле. 26 липня 2014 року вона стала чемпіонкою світу з BMX у гонці на час у Роттердамі та завоювала бронзу в челленджі.
Наприкінці 2014 року Смулдерс покинула провідну національну спортивну команду і зайнялася комерційною діяльністю, приєдналася до нинішньої команди TVE Sport.
У 2016 році Лаура Смулдерс знову потрапила в олімпійський фінал після хорошої кваліфікаційної серії, тут вона помилилася в останньому повороті та фінішувала сьомою.
У Баку 9 червня 2018 року вона вдруге стала чемпіонкою світу, цього разу в суперкросі. Її молодша сестра Мерел посіла друге місце, а Джуді Бау — третє. Того ж року вона втретє поспіль виграла етап Кубка світу з шосейно-кільцевих перегонів. У 2019 році Смулдерс фінішувала другою на чемпіонаті світу і вчетверте виграла фінальну класифікацію Кубка світу з BMX, в якій виграла шість з 10 гонок. У 2021 році на Олімпіаді в Токіо падіння у чвертьфіналі ознаменувало кінець медальних сподівань. Після інтенсивного процесу реабілітації травмованої щиколотки Лаура Смулдерс зуміла виграти бронзову медаль лише через 3 тижні під час чемпіонату світу у своїй країні, у Папендалі.

## Сім'я
Молодша сестра Лаури Смулдерс, Мерел Смулдерс, також є гонщицею BMX і виграла бронзову медаль на літніх Олімпійських іграх 2020 року.

## Виступи на Олімпіадах
| Олімпіада   | Дисципліна | Місце |
| ----------- | ---------- | ----- |
| Лондон 2012 | BMX        | 3     |